# وتمندری
وتمندری (به لاتین: Vatomandry) یک سکونتگاه مسکونی در ماداگاسکار است که در آتسینانانا واقع شده‌است.